# Дубровица (Волынская область)
Дубровица (укр. Дубровиця) — село в Камень-Каширской городской общине Камень-Каширского района Волынской области Украины.
Население по переписи 2001 года составляет 359 человек. Почтовый индекс — 44516. Телефонный код — 3357. Занимает площадь 1,718 км².